# Zvezdogled
Zvezdogled (znanstveno ime Uranoscopus scaber) je morska, subtropska kostnica iz družine zvezdogledov, Uranoscopidae. Gre za morskim tlom prilagojeno (bentoško) ribo, ki je sposobna bioelektrogeneze – generiranja električnega naboja.

## Razširjenost in habitat
Zvezdogled se pojavlja vzdolž obale Atlantskega oceana Evrope in Afrike; še posebej pogost je v Sredozemskem in Črnem morju, v manjših populacijah pa biva v Biskajskem zalivu. Ta vrsta ostriževca velja za ribo morskega dna (bentosa), ki živi v peskastih in blatnih sedimentih vzdolž kontinentalne police, na globinah od 14 do 400 metrov. Vrsta nima ekonomskega pomena (občasno se jo sicer ujame med lovom drugih rib), a velja za ekološko pomembno ribo.

## Opis
Kot drugi zvezdogledi ima tudi ta vrsta stožčasto, dorzo-ventralno (hrbtno-trebušno) sploščeno telo in nima ribjega mehurja. Največji osebki lahko dosežejo do 35 centimetrov dolžine, a ribe v povprečju merijo med 20 in 30 centimetri. Glava in čeljusti so obrnjene navzgor, prepoznavne pa so tudi zelo velike oči in zevajoča usta. Osnovna barva teh rib je rjava s svetlejšim rumenkasto belim trebuhom, pogosto pa jih prekrivajo številne majhne bele pege. Zvezdogled živi približno 5 do 6 let. Pri tej vrsti se pojavlja spolna dvoličnost, saj so samice večje od samcev.
- V Parosu, Grčija
- Iz Črnega morja
- V Elafonisosu, Grčija
- Na Rabu, Hrvaška
- Na morskem dnu
- Slikarski prikaz

## Biologija

### Prehranjevanje
Gre za plenilsko ribo, ki lovi v zasedi, tako da leži vkopana v pesek, pri čemer so vidne zgolj njene oči. Iz spodnje čeljusti velikih ust izrašča črvasto oblikovan kožni trakec, ki se premika naokoli in zvezdogledu služi kot vaba za nesluteče mimoidoče ribe. Ko se plen dovolj približa, se zvezdogled požene v njegovo smer in ga pograbi z iztegljivo predčeljustnico ter požre že v pičlih 30 milisekundah. Žival se pretežno hrani z ribjimi ličinkami in manjšimi ribami, kot so gobiji, girice (Spicara) in majhni rakci, občasno pa uživa mehkužce, iglokožce, kolobarnike, alge in rastlinski material.

### Razmnoževanje
Navadno se razmnožuje med aprilom in septembrom, pri čemer je natančen čas odvisen od regije. Pelagična jajca imajo premer 2 milimetrov, tudi izvaljene ličinke in mladice so pelagične. V populacijah je večinoma nekaj več samcev kot samic, a točno razmerje variira med različnimi populacijami.

### Električni organ
Vse vrste rodu zvezdogled, Uranoscopus, pa tudi pripadnice rodu Astroscopus, so razvile električne organe, a jim manjkajo receptorski. Pri teh dveh rodovih je do pojava električnih organov prišlo neodvisno in taksona veljata za izjemi med vsemi ostalimi rodovi reda ostriževcev, Perciformes. Zvezdogled proizvede tako imenovano razelektritev električnega organa (ang. electric organ discharge, EOD) med hranjenjem, pa tudi kadar je vznemirjen.